# Фримен, Джеймс Дарси
Джеймс Дарси Фримен (англ. James Darcy Freeman; 19 ноября 1907, Сидней, Австралия — 16 ноября 1991, там же) — австралийский кардинал. Титулярный епископ Гермополиса Малого и вспомогательный епископ Сиднея с 9 декабря 1956 по 18 октября 1968. Епископ Армидейла с 18 октября 1968 по 9 июля 1971. Архиепископ Сиднея с 9 июля 1971 по 12 февраля 1983. Кардинал-священник с титулом церкви Санта-Мария-Реджина-Пачис-ин-Остия-маре с 5 марта 1973.

## Ранняя жизнь и священство
Джеймс Дарси Фримен родился 19 ноября 1907 года в Аннандейле в семье Роберта Фримена, водителя трамвая, и его жены Маргарет Смит. Он получил образование у Сестёр милосердия в Элизабет-Бэй и в Соборном колледже Святой Марии в Сиднее, где его считали хорошим учеником, увлекающимся литературой, музыкой и спортом.
Фримен посещал семинарию Святого Колумба в Спрингвуде и семинарию Святого Патрика в Мэнли и продолжил учёбу в Папской Урбанианской коллегии Пропаганды Веры в Риме. Он был рукоположен в священника 13 июля 1930 года архиепископом Бартоломео Каттанео — апостольским делегатом в Австралии и инкардинирован в архиепархии Сиднея.
Фримен служил помощником священника в Графтоне, Мурвиллумбе, Стратфилде, Мосмане и в соборе Святой Марии. С 1941 по 1946 год он был личным секретарём архиепископа и капелланом Колледжа христианских братьев Колледжа Святого Патрика в Стратфилде. Он также служил администратором прихода Хеймаркета и приходским священником Стэнмора.

## Епископ
9 декабря 1956 года Фримен был избран титулярным епископом Гермополиса Малого и вспомогательным епископом Сиднея. Он был посвящён в епископа 24 января 1957 года в соборе Святой Марии кардиналом Норманом Гилроем и провёл двенадцать лет в качестве верного вспомогательного епископа человека, у которого он служил секретарём. В октябре 1969 года он был назначен епископом Армидейла на 3 года после смерти епископа Дуди в 1968 году. Он руководил празднованием столетия епархии Армидейла с 1869 года по 1969 год.
После отставки кардинала Гилроя в июле 1971 года, Святой Престол объявил о назначении Фримена архиепископом Сиднея.

## Кардинал и характер
5 марта 1973 года Папа Павел VI назначил Фримена кардиналом-священником с титулом церкви Санта-Мария-Реджина-Пачис-ин-Остия-маре. В 1977 году он был назначен кавалером ордена Британской империи.
Фримен участвовал в избрании римских пап Иоанна Павла I и Иоанна Павла II в Риме в 1978 году.
В мае 2016 года в ознаменование 25-й годовщины его смерти, бывший секретарь кардинала Фримена Питер Ингхэм проповедовал на юбилейной Мессе, напоминая о «широко распространенной чести, привязанности и уважении, с которыми к нему относились в общинах, где он был известен». Далее он напомнил, что иногда называл его «сопротивляющимся кардиналом» так как он никогда не искал почестей, но они всё равно приходили к нему».

## Отставка и кончина
Фримен ушёл в отставку с поста архиепископа Сиднея 12 февраля 1983 года и удалился на покой на виллу Святого Иоанна Вианнея, в Рандвике. Кардинал Фримен скончался 16 марта 1991 года в больнице Святого Винсента в Сиднее в возрасте 83 лет и был похоронен в крипте собора Святой Марии.

## Наследие
Фримен покровитель Католического колледжа Фримена в Бонниригг-Хайтс, который открылся в 1985 году и в нём обучается 1220 студентов, а преподавательский и вспомогательный персонал — 114 человек. В 1987 году в Гренвилле был открыт Центр кардинала Фримена как часть общества Святого Винсента де Поля для обеспечения жильём и поддержкой бездомных мужчин в западных пригородах Сиднея, пострадавших от проблем, связанных с наркотиками и алкоголем. Деревня Кардинала Фримена в Эшфилде — это дом престарелых, в котором проживают 380 человек. Фримен-хаус в Армидейле назван  в честь его времени и службы в епархии Армидейла.

## Защита священника-педофила
В 2016 году Фримен и вспомогательный епископ Сиднея Эдвард Келли были обвинены в защите «священника-хищника» Роджера Флаэрти от потенциального судебного преследования, когда он в 1970-х и 1980-х годах изнасиловал трех мальчиков-алтарников. Флаэрти признал себя виновным в насилии в сентябре 2015 года и позже был приговорен к двум годам и двум неделям тюремного заключения в феврале 2016 года. Однако преклонный возраст и слабое здоровье Флаэрти дали ему право на условно-досрочное освобождение через шесть месяцев после его заключения.